# Mechanik
Mechanik je řemeslník, jehož pracovní náplní je mechanická oprava. Muže to být také simulátor vlaku nebo metra.

## Rozdělení
Rozdělení podle způsobilosti
- strojní mechanik – člověk opravující průmyslové stroje a zařízení
- automechanik – člověk opravující silniční vozidla
- mechanik kolejových vozidel – člověk opravující kolejová vozidla
- lodní mechanik – člověk opravující lodě
- letecký mechanik – člověk opravující letadla
- mechanik chladírenských zařízení – člověk opravující mrazicí a chladicí zařízení
- jemný mechanik – člověk opravující optické přístroje, mechanik brýlové optiky
- mechanik hudebních a dechových nástrojů – člověk opravující hudební nástroje
- mechanik elektronik – člověk opravující průmyslové stroje a zařízení, vykonávající elektroopravy
- mechanik výtahů – člověk opravující výtahy a výtahové šachty

Ostatní
- Mechanik (simulátor) – jednoduchá simulace jízdy vlaku